# ایتالو فریرا
ایتالو فریرا (پرتغالی: Ítalo Ferreira؛ زادهٔ ۶ مهٔ ۱۹۹۴) موج‌سوار اهل برزیل است.